# Niko Kapanen
Niko Kapanen, född 29 april 1978 i Hattula, Finland, är en ishockeyspelare (center) som sedan sommaren 2014 spelar i Jokerit i KHL. Kapanen valdes av Dallas Stars i den sjätte rundan (som nummer 173 totalt) av 1998 års NHL Entry Draft. Han inledde sin professionella karriär i det finska laget HPK i mitten på 1990-talet och flyttade till Nordamerika för spel i NHL-laget Dallas Stars 2001. I NHL spelade han även för Atlanta Thrashers och Phoenix Coyotes innan han skrev på för Ak Bars Kazan i den ryska ligan sommaren 2008. Innan han återvände till Finland spelade han en säsong för tjeckiska HC Lev Praha. 
Med landslaget har Kapanen bland annat vunnit OS-silver (OS 2006) samt två silver och två brons vid VM (VM 2001, VM 2007 respektive VM 2000 och VM 2008) och ett VM-guld (VM 2011).